# Farmington (Utah)
Farmington è un comune degli Stati Uniti d'America, nella contea di Davis nello Stato dello Utah.
È capoluogo della contea di Davis.